# Aleks Marić
Aleks Marić (Sydney, 22. listopada 1984.) australski je profesionalni košarkaš, srpskog porijekla. Igra na poziciji centra, a trenutačno je član beogradskog Partizana.

## Karijera
Prošao je sve mlađe uzraste australske košarkaške reprezentacije. Studirao je na sveučilištu Nebraska i ondje proveo sve četiri godine. Završetkom studiranja odlazi u Europu i imao je ponudu hrvatskog košarkaškog kluba Zadar, ali se odlučio za bogatiju ponudu iz španjolske Granade. Nakon isteka jednogodišnjeg ugovora odbio je potpisati novi i stavio je potpis na trogodišnji ugovor s beogradskim Partizanom.

## Vanjske poveznice
- Profil na ESPN.com
- Profi  Arhivirana inačica izvorne stranice od 30. listopada 2013. (Wayback Machine)l na Draft Express.com
- Profil[neaktivna poveznica] na Basketpedya.com